# Actenia rungsi
Actenia rungsi är en fjärilsart som beskrevs av Pierre Leraut 2000. Actenia rungsi ingår i släktet Actenia och familjen mott. Inga underarter finns listade i Catalogue of Life.